# Linus Skroblien
Linus Carl Skroblien (geboren am 8. Oktober 1997 in Schwerin) ist ein deutscher Handballspieler.

## Laufbahn
Er begann mit dem Handball beim SV Post Schwerin, bei dem er bis zur B-Jugend spielte. Er spielte dann beim 1. VfL Potsdam in der A-Jugend-Bundesliga und auch einige Spiele in der ersten Mannschaft der Potsdamer in der 3. Liga. Zur Saison 2016/17 wechselte er zur zweiten Mannschaft der Füchse Berlin. Für die Berliner stand er auch im Kader der Spiele der ersten Mannschaft im EHF-Pokal. Aus Berlin wechselte er zur Drittligasaison 2020/21 zum Stralsunder HV. Nachdem der Spielbetrieb der dritten Liga aufgrund der COVID-19-Pandemie in Deutschland ausgesetzt wurde, wechselte Skroblien im Februar 2021 zum in der 2. Bundesliga spielenden TSV Bayer Dormagen, befristet zunächst bis zum Ende der Saison 2020/21. Sein erstes Spiel in der Zweiten Liga bestritt er für Dormagen beim HC Elbflorenz am 18. Februar 2021. Zum Beginn der Drittliga-Saison 2021/2022 kehrte er zum Stralsunder HV zurück.
Der auf der Position Rückraum Mitte eingesetzte Skroblien ist 1,86 Meter groß und wiegt 89 Kilogramm.

## Privates
Linus Skroblien besuchte das Sportgymnasium Schwerin und studiert Wirtschaftsrecht (Stand: 2021). Sein Bruder Tom Skroblien spielt ebenfalls Handball.